# Groteszk

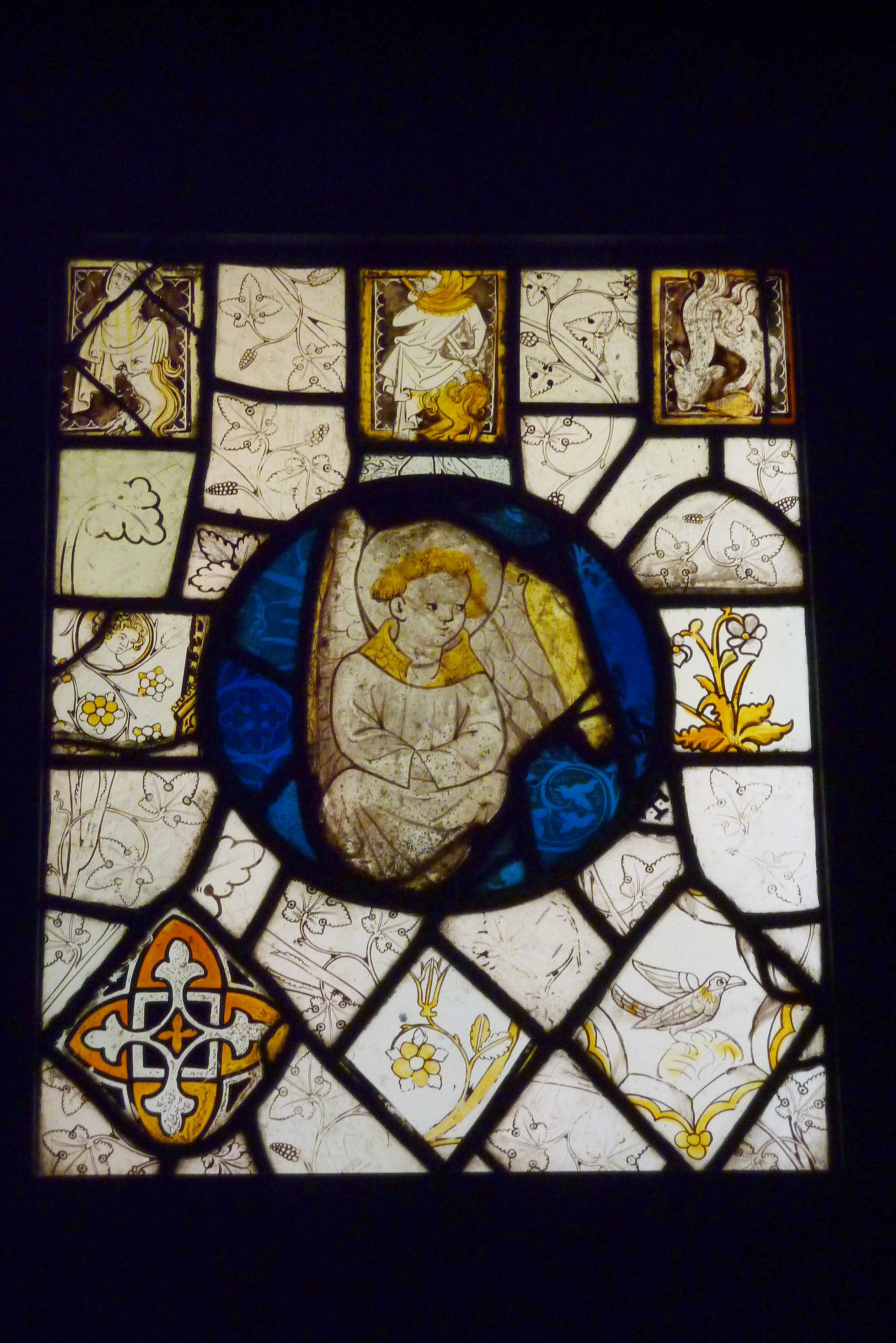
Vitro (14. század), Cluny Múzeum, Párizs

A groteszk összetett ábrázolásmód: a félelmetes, torz és fenséges vonások ötvöződése a kedves, néha kicsinyes komikus elemekkel, a rémület és nevetés együttes hatását váltva ki. Lényege az ellentétes esztétikai minőségek együttes jelenléte. Elnevezése az olasz grotta, 'barlang' szóból ered.

## Jellemzői
A komikus hiba, a képzavar, az össze nem illő elemek, ellentétes esztétikai minőségek társultsága a komikum tiszta formáiban feloldódik, míg a groteszkben ez a hiba nemcsak központi erejű, hanem feloldatlan és feloldhatatlan marad, időtlenné emelődik, s bizarrságának megfelelő világszemléletet fejez ki. A groteszk világa zárt, egyformán lehetséges benne a reális és irreális, a komikum és tragikum, a fenségesség és alantasság, a valóság és a fantasztikum. Művelői gyakran ábrázolnak visszataszító, undorító elemeket, torz, rút, borzongató dolgokat. Gyakori kiváltója az elidegenedettség, a szorongás.

## Története
A groteszk kifejezést először a 15. századi itáliai reneszánsz díszítőművészet által használt stíluskategória a heterogén (emberi, növényi, állati) formákat összekapcsoló ábrázolási módjára használták. A romantikában (főként Friedrich von Schlegel és Victor Hugo elemzéseiben) válik teljes jogú esztétikai kategóriává, amely a legszélsőségesebben ellentétes pólusok: a fenséges és alantas, tragikus és komikus, ijesztő és nevettető, rút és szép, taszító és csábító vonások egységbe szervezésével vált ki hatást. A groteszk hatásban a súlypont általában eltolódik: ennek alapján lehetséges a tragikus, a komikus és az analitikus groteszk megkülönböztetése. Mint esztétikai minőség – a klasszikus, harmonikus minőségekkel szemben – a paradoxonra épít, struktúrájában uralkodó az alogizmus, a „valószínűtlenség valószínűsítése”. Már Hegel utalt arra, hogy a groteszket létrehozó tudat egy önmagában megkettőződött, boldogtalan tudat; a 20. század kiemelkedő groteszk írója, Örkény István szerint a groteszk lényeges jellemzője egyfajta kettős látás.
A groteszk alkotások, a groteszk ábrázolási mód nagyarányú elterjedése a 20. században azzal magyarázható, hogy a 19. század megvalósításaival és a művészetben uralkodó viszonylag egységes, harmonikus emberképével szemben a 20. század – két világháborúval és az áldozatok sorával – alapvetően megrendítette az ember nembeli öntudatát, megkérdőjelezte az egységes, harmonikus ábrázolás művészi lehetőségeit és érvényességét. A  struktúra lényege – mutat rá a német Wolfgang Kayser, a groteszkről szóló legátfogóbb monográfia (1957) szerzője – az otthoniasság látszata mögül hirtelen fölbukkanó elidegenedett világ, a világ széttöredezettsége, a lét szakadékaiból föltörni kész démoni erő, amelynek azért nem lehet harmonikus ábrázolása, mert akkor az emberi világrend teljes jogú tagjává tennők az apokalipszist. Mindezek miatt a groteszk humánus művészet, a tudáson alapuló tiltakozás korszerű művészi formája.
A harmonikussal szemben, amelyre a világ központjában álló és attól elkülönülő, klasszikus-szimmetrikus testfelépítésű ember jellemző, a groteszk ábrázolásban eltűnik a határ ember és a világ között, a kettő elemei heterogén módon összekeveredhetnek. Az emberábrázolásra a testi és lelki vonások eltúlzása vagy torzítása a jellemző. Az ember életműködései – hangsúlyozza Mihail Bahtyin, a groteszk orosz kutatója Rabelais művészetéről szóló munkájában (1965) – elemi erejű kozmikus működések a groteszkben. Ugyanakkor a társadalmi lényként megjelenített ember is többnyire elemi erejű, irracionális késztetések kivitelezője, de a groteszk ábrázolásokban a hősök cselekvése fényt derít ezek természetére (akárcsak a groteszk egyik tárgyi ősforrásában, a népmesében). A groteszk ábrázolásra általában a leírás tárgyiassága, egyes elemek nagyfokú részletezése és kiemelése a jellemző, ugyanakkor a művészi teljességre törekvés. Ez együttesen – s az ábrázolt típusok kis száma miatt – gyakran vezet allegóriához.

### A szépirodalomban
A szépirodalmi műfajok közül a groteszk inkább az epikus és a drámai műfajban jelenik meg: a regényben elsősorban groteszk ötlet, epizód vagy jelenet formájában. A többnyire groteszk elemekből építkező regény általában szatirikus regény, de a fantasztikus regényben is fontos szerepet játszanak a groteszk elemek. A rövidebb epikus formák közül a novella képes teljes egészében a groteszk paradoxonra építeni. A drámai műfajban az abszurd, abszurdoid vagy az ellen-dráma használja a groteszk formatárát, de mindig a teljes abszurdon „innen”, amennyiben az abszurd félelem, a kozmikus rettegés fölött győzedelmeskedik a groteszk nevetés. A lírában elsősorban a hatás felől ragadható meg a groteszk, de a groteszket eredményező sajátos poétikai eszközökről már kevesebbet tárt fel a kutatás; kétségtelen, hogy elsősorban (például az álomköltészetre jellemző) képiség és látomásosság, a fekete humor, az irónia és bizonyos ritmikai-rímeltetési eljárások, valamint – a vers nyelvi rétegében – utaló vagy kettős jelentések eredményeznek groteszk hatást.
A groteszk novella korai legnagyobb alakja Giovanni Boccaccio (Dekameron). A 20. századi magyar groteszk novella és drámairodalom legnagyobb hazai alakja Örkény István (1912-1979). A romániai magyar írók közül Nagy Dániel Cirkusz c. regényében, Tamási Áron egyes novelláiban élt a groteszk elemeivel. A 20. század második felében többek közt Páskándi Géza, Mészöly Miklós fordult drámáiban az abszurd és groteszk kifejezési formákhoz. A költők is gyakran használták és használják a groteszk formákat egy-egy vers erejéig.

### Képzőművészetek, zene, tánc, fotó, film
A groteszk kezdettől fogva a művészetek valamennyi területén jelen van, korábban, mint ahogyan a groteszk fogalma megjelent a művészetfilozófiában,  gondoljunk  csak a bibliai jelenetek képi ábrázolására (Ádám és Éva kiűzetése a paradicsomból, az ördög, a bűnök ábrázolása, stb). A magyar képzőművészetben például Gácsi Mihály festő-grafikus, Csíky László szobrász alkotásai  sorolhatók a groteszk műfajába. A zenében például Kodály Zoltán Háry János c. operája tele van abszurd és groteszk jelenetekkel. Ismert a groteszk táncok, fotók, filmek műfaja.
Ismert groteszk a Hungarikum című magyar animációs sorozat, amely a magyar történelmet mutatja be gúnyos és groteszk módon.

## Kapcsolódó szócikk
- Groteszk realizmus